# Геммилл, Скот
Ско́тланд (Скот) Ге́ммилл (англ. Scotland 'Scot' Gemmill; 2 января 1971, Пейсли, Шотландия)— шотландский футболист. Выступал за сборную Шотландии. После окончания карьеры он получил лицензию тренера и в настоящее время возглавляет молодежную сборную. Чаще всего он выступал на поле в качестве полузащитника. Геммил является сыном известного в прошлом футболиста Арчи Геммилла.

## Карьера

### Клубная
Геммилл начал свою карьеру в клубе «Ноттингем Форест» летом 1987 года и через два года подписал профессиональный контракт. Геммилл дебютировал за первую команду в матче с «Уимблдоном» 30 марта 1991 года, когда его команда в гостях проиграла со счётом 1:3
В сезоне 1991/92 Геммилл зарекомендовал себя как игрока основы, забив 8 голов в 39 матчах лиги. В этом сезоне он помог «Ноттингем Форест» выиграть Кубок полноправных членов, когда они в дополнительное время вырвали победу у «Эвертона» со счётом 4:3 (Геммилл забил первый гол на 15-й минуте и решающий на 112-й). Он занимал место в основе клуба, пока 25 марта 1999 года не перешёл в «Эвертон» за 250 тыс. фунтов стерлингов. В течение 12 лет, проведённых в клубе «Ноттингем Форест», он вместе с командой дважды (в 1994 и 1998) поднимался из Футбольной лиги Англии в высший дивизион, трижды (в 1993, 1997 и 1999) покидал Премьер-лигу, выходил в 1/4 Кубка УЕФА в 1996 году и за эти годы играл под руководством пяти разных тренеров.
К концу сезона 2002/03 Геммилл сыграл за «Эвертон» 97 матчей в Премьер-лиге. С того момента, как в марте 2002 года во главе команды Дэвид Мойес сменил Уолтера Смита, он перестал регулярно играть за команду. Сначала Геммилл был отдан в аренду в «Престон Норт Энд», где выходил на поле 7 раз и забил 1 мяч в матче против Брэдфорд Сити, а на старте сезона 2004/05 перешёл в «Лестер Сити» в качестве свободного агента. Там он за два года провёл 17 матчей, ни разу не отличившись, после перешёл в «Оксфорд Юнайтед», а завершил свою карьеру в клубе из Новой Зеландии «Нью Зиланд Найтс».

### Национальная
Геммилл принимал участие в чемпионате Европы 1996 и чемпионате мира 1998.
Скот Геммилл сыграл за сборную Шотландии 26 матчей, забив один гол в игре против сборной Гонконга в 2002 году. Его последней игрой за сборную была товарищеская встреча против Австрии, когда шотландцы дома проиграли со счётом 0:2.
Геммилл входит в число ста лучших футболистов Шотландии за всю историю.

## Статистика выступлений в чемпионате
| Сезон   | Клуб             | Чемпионат                        | Матчи | Голы |
| ------- | ---------------- | -------------------------------- | ----- | ---- |
| 1990/91 | Ноттингем Форест | Первый дивизион Футбольной лиги  | 4     | 0    |
| 1991/92 | Ноттингем Форест | Первый дивизион Футбольной лиги  | 39    | 8    |
| 1992/93 | Ноттингем Форест | Английская Премьер-лига          | 33    | 1    |
| 1993/94 | Ноттингем Форест | Первый дивизион Футбольной лиги  | 31    | 8    |
| 1994/95 | Ноттингем Форест | Английская Премьер-лига          | 19    | 1    |
| 1995/96 | Ноттингем Форест | Английская Премьер-лига          | 31    | 1    |
| 1996/97 | Ноттингем Форест | Английская Премьер-лига          | 24    | 0    |
| 1997/98 | Ноттингем Форест | Первый дивизион Футбольной лиги  | 44    | 2    |
| 1998/99 | Ноттингем Форест | Первый дивизион Футбольной лиги  | 20    | 0    |
| 1998/99 | Эвертон          | Английская Премьер-лига          | 7     | 1    |
| 1999/00 | Эвертон          | Английская Премьер-лига          | 14    | 1    |
| 2000/01 | Эвертон          | Английская Премьер-лига          | 28    | 2    |
| 2001/02 | Эвертон          | Английская Премьер-лига          | 32    | 1    |
| 2002/03 | Эвертон          | Английская Премьер-лига          | 16    | 0    |
| 2003/04 | Престон Норт Энд | Первый дивизион Футбольной лиги  | 7     | 1    |
| 2004/05 | Лестер Сити      | Чемпионат Футбольной лиги Англии | 17    | 0    |
| 2005/06 | Оксфорд Юнайтед  | Вторая Футбольная лига Англии    | 1     | 0    |
| 2006/07 | Нью Зиланд Найтс | Чемпионат Австралии по футболу   | 20    | 0    |